# Jacek Bogucki
Jacek Bogucki (ur. 13 lutego 1959 w Wysokiem Mazowieckiem) – polski polityk, inżynier mechanik, samorządowiec. Poseł na Sejm V, VI, VII, VIII i X kadencji, senator X kadencji, w 2007 oraz w latach 2015–2018 sekretarz stanu w Ministerstwie Rolnictwa i Rozwoju Wsi.

## Życiorys
Ukończył w 1982 studia na Wydziale Technologii i Eksploatacji Maszyn Politechniki Lubelskiej (kierunek: mechanika) z tytułem zawodowym magistra inżyniera mechanika. Od 1982 do 1989 był nauczycielem w Szkole Podstawowej w miejscowości Siennica-Lipusy. W 1989 został właścicielem gospodarstwa rolnego.
W latach 1990–1998 pełnił funkcję radnego i wójta gminy Czyżew-Osada. W okresie 1994–1998 zasiadał w sejmiku województwa łomżyńskiego. Od 1998 do 2005 zajmował stanowisko starosty powiatu wysokomazowieckiego, zasiadając też w radzie powiatu (w 1998 został wybrany z listy Akcji Wyborczej Solidarność, a w 2002 z ramienia lokalnego komitetu).
Działał w Porozumieniu Polskich Chrześcijańskich Demokratów (zasiadał w zarządzie partii na Podlasiu), a w 2002 wstąpił do Prawa i Sprawiedliwości. W wyborach parlamentarnych w 2005 z listy tej partii został wybrany na posła V kadencji w okręgu podlaskim liczbą 7189 głosów. Od 31 sierpnia do 16 listopada 2007 był sekretarzem stanu w Ministerstwie Rolnictwa i Rozwoju Wsi.
W wyborach parlamentarnych w tym samym roku po raz drugi uzyskał mandat poselski, otrzymując 13 236 głosów. W 2009 był kandydatem PiS w wyborach do Parlamentu Europejskiego w okręgu wyborczym Olsztyn. W wyborach parlamentarnych w 2011 ponownie został kandydatem do Sejmu z okręgu podlaskiego, znajdując się na 5. pozycji na liście Prawa i Sprawiedliwości. Utrzymał mandat poselski liczbą 10 927 głosów. W Sejmie VII kadencji przystąpił do klubu parlamentarnego Solidarna Polska, zajął się również tworzeniem podlaskich struktur powstałej w 2012 partii o tej nazwie. 12 maja 2014 poinformował o opuszczeniu klubu parlamentarnego Solidarnej Polski. 3 tygodnie później odszedł także z partii, powracając do PiS i klubu parlamentarnego tej partii.
W 2015 został ponownie wybrany do Sejmu, otrzymując 9707 głosów. 19 listopada tegoż roku ponownie powołany na sekretarza stanu w Ministerstwie Rolnictwa i Rozwoju Wsi. Pełnił tę funkcję do lipca 2018.
W wyborach w 2019 uzyskał mandat senatora X kadencji. Kandydował z ramienia PiS w okręgu nr 61, otrzymując 48 257 głosów. W 2022 powołany na pełnomocnika jednego z okręgów PiS w województwie podlaskim. W wyborach w 2023 został wybrany do Sejmu X kadencji, zdobywając 12 032 głosy. Zasiadł w Komisji Mniejszości Narodowych i Etnicznych, Komisji Rolnictwa i Rozwoju Wsi oraz Komisji Zdrowia. W 2024 z ramienia PiS wystartował w kolejnych wyborach europejskich.

## Życie prywatne
Mąż polityk Anny Boguckiej.

## Odznaczenia
W 2005 otrzymał Srebrny Krzyż Zasługi, a w 2015 Brązową Odznakę „Zasłużony dla Ochrony Przeciwpożarowej”.